# Artur Bednarczyk
Artur Bednarczyk, auch Arthur Bednarczyk (* 20. November 1890 in Königsberg (Preußen); † 21. Dezember 1944 in Köln), war ein deutscher Opernsänger und Heldentenor.

## Leben und Wirken
Bednarczyk stammte aus Ostpreußen. In Königsberg debütierte er, spielte danach in Düsseldorf und Köln, Den Haag und Buenos Aires. 1934 sang er als jugendlicher Heldentenor am Staatstheater Bremen, wechselte später an das Staatstheater Schwerin. 
1934 heiratete er in Köln Gustel Feige (* 1891 in Wiesbaden). Die Eheleute kamen am 21. Dezember 1944 durch einen feindlichen Bombenabwurf in ihrer Kölner Wohnung ums Leben.